# Batu Lokong
Batu Lokong is een bestuurslaag in het regentschap Deli Serdang van de provincie Noord-Sumatra, Indonesië. Batu Lokong telt 1381 inwoners (volkstelling 2010).